# Massingy (Côte-d'Or)
Pour les articles homonymes, voir Massingy.
Massingy est une commune française située dans le département de la Côte-d'Or, en région Bourgogne-Franche-Comté.

## Géographie

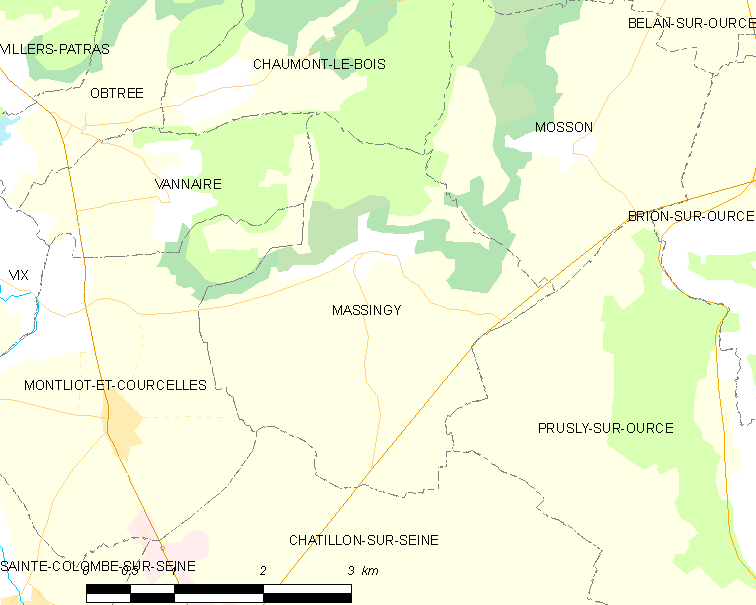

La commune de Massingy présente une topographie plutôt plate. Seuls, aux abords du village, se trouvent les arpents forestiers et les vignes cultivées des producteurs locaux de crémant. On reconnaît aussi distinctement le village par rapport à ses deux collines, les « jumeaux de Massingy ». La légende voudrait qu'un géant y ait vidé ses bottes pleines de terre et de caillasse...

### Accessibilité
Massingy est située à proximité de la départementale 965 reliant Auxerre à Chaumont.

### Hydrographie
Le ruisseau du Creux Manchard est le principal cours d'eau parcourant la commune.

### Climat
Pour des articles plus généraux, voir Climat de la Bourgogne-Franche-Comté et Climat de la Côte-d'Or.
En 2010, le climat de la commune est de type climat océanique dégradé des plaines du Centre et du Nord, selon une étude du Centre national de la recherche scientifique s'appuyant sur une série de données couvrant la période 1971-2000. En 2020, Météo-France publie une typologie des climats de la France métropolitaine dans laquelle la commune est exposée à un climat océanique altéré et est dans la région climatique  Lorraine, plateau de Langres, Morvan, caractérisée par un hiver rude (1,5 °C), des vents modérés et des brouillards fréquents en automne et hiver. 
Pour la période 1971-2000, la température annuelle moyenne est de 10,6 °C, avec une amplitude thermique annuelle de 15,9 °C. Le cumul annuel moyen de précipitations est de 882 mm, avec 12,9 jours de précipitations en janvier et 8,7 jours en juillet. Pour la période 1991-2020, la température moyenne annuelle observée sur la station météorologique de Météo-France la plus proche, « Châtillon/Seine », sur la commune de Châtillon-sur-Seine à 6 km à vol d'oiseau, est de 10,8 °C et le cumul annuel moyen de précipitations est de 832,8 mm,. Pour l'avenir, les paramètres climatiques de la commune estimés pour 2050 selon différents scénarios d'émission de gaz à effet de serre sont consultables sur un site dédié publié par Météo-France en novembre 2022.

## Urbanisme

### Typologie
Au 1er janvier 2024, Massingy est catégorisée commune rurale à habitat dispersé, selon la nouvelle grille communale de densité à 7 niveaux définie par l'Insee en 2022.
Elle est située hors unité urbaine. Par ailleurs la commune fait partie de l'aire d'attraction de Châtillon-sur-Seine, dont elle est une commune de la couronne,. Cette aire, qui regroupe 60 communes, est catégorisée dans les aires de moins de 50 000 habitants,.

### Occupation des sols
L'occupation des sols de la commune, telle qu'elle ressort de la base de données européenne d’occupation biophysique des sols Corine Land Cover (CLC), est marquée par l'importance des territoires agricoles (77 % en 2018), une proportion identique à celle de 1990 (77 %). La répartition détaillée en 2018 est la suivante : terres arables (71,4 %), forêts (23 %), zones agricoles hétérogènes (5,6 %). L'évolution de l’occupation des sols de la commune et de ses infrastructures peut être observée sur les différentes représentations cartographiques du territoire : la carte de Cassini (XVIIIe siècle), la carte d'état-major (1820-1866) et les cartes ou photos aériennes de l'IGN pour la période actuelle (1950 à aujourd'hui).

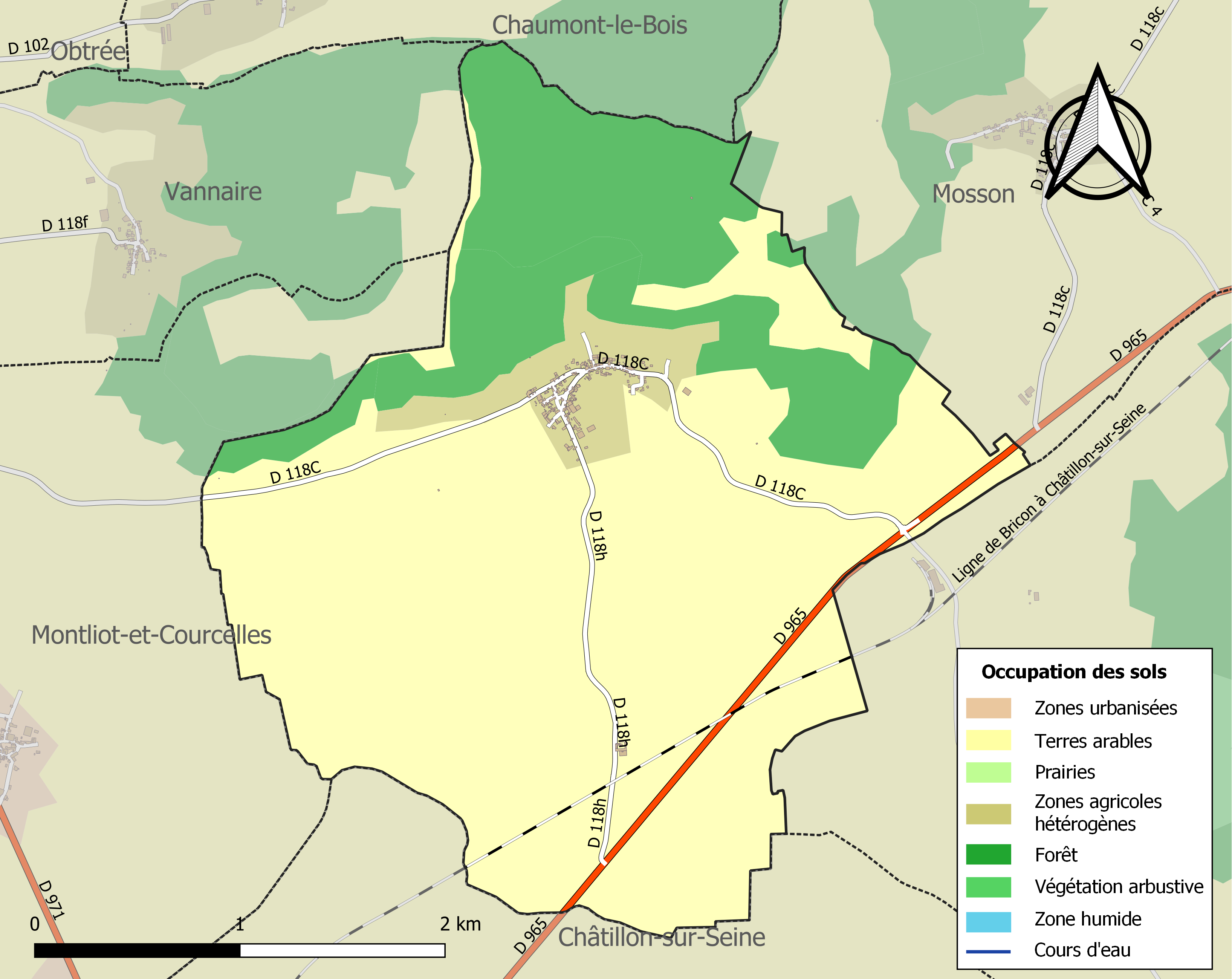
Carte des infrastructures et de l'occupation des sols de la commune en 2018 (CLC).

## Histoire

### Préhistoire et Antiquité
Des silex taillés et polis déposés au Musée du Pays Châtillonnais ont été ramassés sur le sol de la commune. Plusieurs villas gallo-romaines ont été décelées par fouilles et prospections aériennes et 1804 un trésor aujourd'hui disparu a été découvert entre les deux Jumeaux.

### Moyen Âge
Dès 1145, le clos de l'abbaye, propriété de l'abbaye Notre-Dame de Châtillon qui possède un prieuré-cure à Massingy, est planté en vignes. Les habitants semblent avoir toujours été des paysans libres exemptés de mainmorte.

### Époque moderne
Juste avant la Révolution, la majorité celles-ci appartient aux moines installés dans l'actuel hôtel de ville de Châtillon. Au milieu du XIXe siècle le vignoble s'étend sur 180 hectares mais c'est au début du XXe siècle qu'il connait son apogée. Massingy compte alors 260 habitants parmi lesquels on recense 33 vignerons, 3 bouilleurs de cru, 3 tonneliers, 14 cultivateurs et un ... marchand de champignons. Le phylloxéra entraine alors l'abandon des vignes jusqu'aux années 1950 et en 1985 5 hectares de vignes sont à nouveau exploités.

## Politique et administration
| Période                                  | Période    | Identité           | Étiquette | Qualité                                                                    |
| ---------------------------------------- | ---------- | ------------------ | --------- | -------------------------------------------------------------------------- |
| vers 1903                                |            | Joseph Treuffet    |           |                                                                            |
|                                          | 1919       | Érasme Chaumonnot  |           |                                                                            |
| 1919                                     | après 1932 | Léon Lefol         |           |                                                                            |
| avant 1966                               | après 1970 | Raymond Darbois    |           | Agriculteur                                                                |
| 1986                                     | 1992       | Joseph Le Guilcher |           |                                                                            |
| 1992                                     | 1996       | Jean-Luc de Waële  |           |                                                                            |
| 1996                                     | 2007       | Henri PIOT         |           |                                                                            |
| 2008                                     | en cours   | Jérémie Brigand    | UMP-LR    | Fonctionnaire Président de la Communauté de communes du Pays Châtillonnais |
| Les données manquantes sont à compléter. |            |                    |           |                                                                            |

Massingy appartient :
- à l'arrondissement de Montbard,
- au canton de Châtillon-sur-Seine et
- à la communauté de communes du pays châtillonnais.

## Démographie
L'évolution du nombre d'habitants est connue à travers les recensements de la population effectués dans la commune depuis 1793. Pour les communes de moins de 10 000 habitants, une enquête de recensement portant sur toute la population est réalisée tous les cinq ans, les populations de référence des années intermédiaires étant quant à elles estimées par interpolation ou extrapolation. Pour la commune, le premier recensement exhaustif entrant dans le cadre du nouveau dispositif a été réalisé en 2006.

En 2022, la commune comptait 172 habitants, en évolution de +10,97 % par rapport à 2016 (Côte-d'Or : +0,82 %, France hors Mayotte : +2,11 %).
| 1793 | 1800 | 1806 | 1821 | 1831 | 1836 | 1841 | 1846 | 1851 |
| ---- | ---- | ---- | ---- | ---- | ---- | ---- | ---- | ---- |
| 373  | 395  | 385  | 353  | 387  | 385  | 389  | 375  | 356  |

| 1856 | 1861 | 1866 | 1872 | 1876 | 1881 | 1886 | 1891 | 1896 |
| ---- | ---- | ---- | ---- | ---- | ---- | ---- | ---- | ---- |
| 327  | 340  | 343  | 297  | 279  | 267  | 250  | 260  | 253  |

| 1901 | 1906 | 1911 | 1921 | 1926 | 1931 | 1936 | 1946 | 1954 |
| ---- | ---- | ---- | ---- | ---- | ---- | ---- | ---- | ---- |
| 232  | 218  | 196  | 157  | 159  | 152  | 140  | 144  | 156  |

| 1962 | 1968 | 1975 | 1982 | 1990 | 1999 | 2006 | 2011 | 2016 |
| ---- | ---- | ---- | ---- | ---- | ---- | ---- | ---- | ---- |
| 125  | 125  | 145  | 116  | 130  | 150  | 161  | 160  | 155  |

| 2021 | 2022 | - | - | - | - | - | - | - |
| ---- | ---- | - | - | - | - | - | - | - |
| 166  | 172  | - | - | - | - | - | - | - |

## Lieux et monuments
- Les deux « jumeaux de Massingy » déjà cités.
- L'église Saint-Vincent, vestige d'un prieuré-cure dépendant de l'abbaye Notre-Dame de Châtillon[17] conserve des murs romans et un chœur du XVe siècle. Elle possède un grand tableau de saint Vincent et des statues anciennes[18].
- Au milieu des champs, un lavoir fraichement restauré dont les grosses poutres à l'ancienne rappellent les constructions d'antan.
- Un musée de la vigne et du vin[19].

## Héraldique
| Blason de Massingy | Blason  | D'azur au chevron d'or accompagné en chef de deux monts de trois coupeaux d'argent et en pointe d'une grappe de raisin aussi d'argent, feuillée du même. |
| Blason de Massingy | Détails | Le statut officiel du blason reste à déterminer. |